# Walter Wredenfors
Hans Erik Walter Wredenfors, född 24 maj 1915 i Ludvika, död 11 april 1994 i Danderyd, var en svensk civilingenjör och direktör.
Wredenfors avlade 1939 examen vid Chalmers tekniska högskola. Han blev 1959 teknisk direktör på Skånska Cement och var 1967–1972 vice VD där. Efter företagets namnbyte till Industri AB Euroc var han direktör där 1975–1977. Han invaldes 1968 som ledamot av Ingenjörsvetenskapsakademien.